# Río Tarim
El río Tarim (en chino, 塔里木河; pinyin, Talimu-he, en uigur: تارىم دەرياسى) es un importante río del Asia Central que da nombre a la gran cuenca del Tarim, una cuenca endorreica localizada entre los sistemas montañosos del Tian Shan y Kunlun (en el borde norte de la meseta del Tíbet). Es el principal río de la Región Autónoma Uigur de Sinkiang de la República Popular China y también el río más largo del interior de China. El río es poco profundo y no es navegable.
El río se forma por la confluencia de los ríos Aksu (Akesu) y Yarkand  (Yarkianghe) y fluye en dirección este bordeando el desierto de Taklamakán. Tras cruzar el desierto de Lop Nor, desemboca en el sistema de lagos salados del Lop Nor. Antes de que se generalizase el uso de las aguas del Tarim para el riego de los campos de algodón, daba lugar a las marismas de Lop Nor, ahora secas. Hoy día, el río puede llegar ocasionalmente a alcanzar el lago Taitema, situado 160 km al suroeste de Lop Nor. Su longitud total es de 2.030 km (incluida la longitud del Yarkand), drena una gran cuenca de 537.000 km² y tiene un flujo anual de 4-6 hm³ (o 158,5 m³/s).
En su cuenca viven casi 10 millones de personas —mayoritariamente uigures, así como miembros de la etnia han y mongoles— y  dispone de importantes yacimientos de petróleo y gas natural.

## Toponimia
En el siglo II, el geógrafo griego Claudio Ptolomeo llamó al río Tarim río Oichardes, en su libro "Geografía". En la antigua obra de geografía china "Shui Jing Zhu", de Li Daoyuan, aparece con el nombre de Río del Sur. El "Mapa de las regiones occidentales" de la dinastía Qing lo llamó "Erse Gol", que significa "agua que fluye" en mongol. Según el "Borrador de Historia Qing", el nombre del río Tarim significa "caballo sin riendas", en referencia a los continuos desvíos del río. En el año 24 del reinado del emperador Jiaqing, de la dinastía Qing, es decir, en 1819, Xu Song escribió en "El Registro de las Vías Navegables de las Regiones Occidentales" que en la lengua uigur) el topónimo se refiere a la 'tierra cultivable' de la cuenca del Tarim, y se dice que la gente que vive a sus orillas vive de sus cultivos.

## Historia
Antiguamente, los chinos consideraban que el Tarim era el curso superior del Huang He o río Amarillo pero, en la época de la antigua dinastía Han (125 a. C.-23 d. C.), ya se sabía que drenaba en la zona de lagos salinos del Lop Nur.
La ruta de la seda entraba en la cuenca del Tarim, entre Kashgar y Yumen, y se dividía en dos rutas diferentes, siguiendo los límites norte y sur del Taklamakán. Antiguamente en la cuenca se hablaba el idioma tocario. Los chinos se hicieron con la zona a finales del siglo I bajo el liderazgo del general Bao Chao.
El Imperio kushán se expandió por la cuenca entre el siglo I y el siglo II, estableciendo el reino de Kashgar y compitiendo por el control del área con los nómadas y las tropas chinas. Introdujeron el idioma brahmi y el budismo, y desempeñaron un papel importante en la difusión del budismo hacia el resto de Asia a través de esta ruta.

## Geografía e hidrología

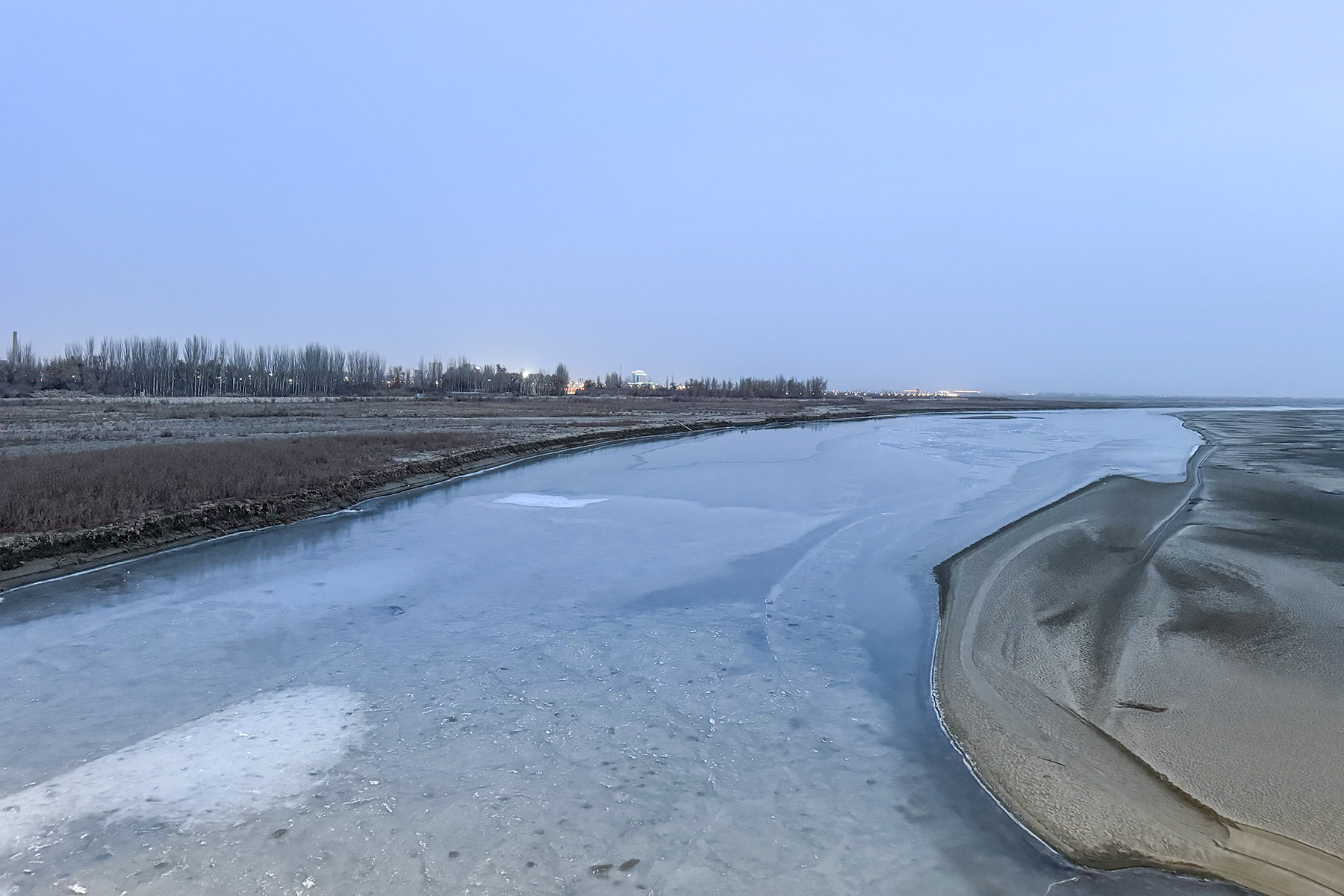
Río Tarim en Aral.

El nombre de Tarim se aplica al río formado por la unión del río Aksu, de 282 km y que fluye desde el norte, y del río Yarkand, de 1.068 km y que procede del suroeste, cerca de la ciudad de Aral, en el oeste de Xinjiang. El tercer río, el río Hotan (de 1.090 km de longitud, considerando su fuente el Karakash) llega a la misma área de unión desde el sur, pero por lo general siempre está seco en ese lugar, ya que para llegar tiene que cruzar antes el desierto de Taklamakan.
Otro río del oeste de Xinjiang es el río Kashgar, que desemboca (al menos teóricamente, es decir, cuando tiene agua) en el río Yarkand a unos 37 km aguas arriba de la confluencia con el Aksu. Según otra definición, el Tarim se inicia en la confluencia del Kashgar y el Yarkand, siendo entonces el Aksu considerado un afluente del Tarim.
El Tarim fluye en dirección este alrededor de la orilla norte del desierto de Taklamakan. Recibe otro afluente, el río Muzat desde el norte; sin embargo, de estos cuatro ríos (Aksu, Yarkand, Hotan y Muzart), sólo el Aksu desemboca en el Tarim cada año Es el afluente más importante del Tarim, suministrando el 70-80% de su volumen de agua.
La palabra «tarim» se utiliza para designar la ribera de un río que desemboca en un lago o que no puede diferenciarse de las arenas de un desierto. Esta es una característica hidrográfica de los ríos que atraviesan muchas de las arenas del desierto del Taklamakan.
Otra de las características de los ríos de la cuenca del Tarim, incluyendo al propio Tarim, es su migración activa, es decir, el desplazamiento de sus lechos y orillas.
La longitud total del sistema fluvial Yarkand-Tarim es de 2.030 km, aunque, como el Tarim cambia con  km su cauce, la longitud tiende a variar a lo largo de los años. Es un río bastante superficial, inadecuado para la navegación, y debido a su pesada carga de limo, forma una corriente trenzada cerca de su término. Antes de la finalización de los embalses y obras de riego de mitad del siglo XX, las aguas del Tarim finalmente llegaban al Lop Nur (ahora un lecho lacustre incrustado de sal). Las aguas del río ahora drenan de forma intermitente en el lago Taitema, que se encuentra a unos 160 km al suroeste del Lop Nur. El área de la cuenca del río Tarim es de aproximadamente 557.000 km². Una parte considerable del curso del Tarim está sin formar, no siguiendo ningún cauce bien definido. El volumen de agua del curso bajo del río disminuye como resultado de la intensa evaporación y de los sistemas de desvío de agua.
La época de aguas bajas del Tarim es de octubre a abril. Las aguas altas de primavera y verano comienzan en mayo y continúan hasta septiembre, cuando la nieve se derrite en las lejanas Tian Shan y las montañas Kunlun.
La cuenca del Bajo Tarim es una llanura árida compuesta por sedimentos lacustres y de aluvión y está rodeada por cadenas montañosas. La cuenca es la región más seca de Eurasia. La mayor parte de ella está ocupada por el desierto de Taklamakan, cuya arena área supera 270.000 km². Además, hay varios macizos arena comparativamente pequeñas con áreas que van desde los 780 hasta los 4.400 km². Las dunas de arena son el relieve predominante.
La precipitación en la cuenca del Tarim es muy escasa, y en algunos años es inexistente. En el desierto de Taklamakan y en la cuenca de Lop Nur, el promedio total anual de precipitación es de aproximadamente 12 mm. En las colinas y en varias otras áreas de la cuenca del río, la precipitación es mayor, entre 50 y 100 mm por año. La zona de las Tian Shan es mucho más húmeda, con unas precipitaciones a menudo de más de 500 mm. Las temperaturas máximas en la cuenca del Tarim son de alrededor de 40 °C. El río Tarim se congele cada año desde diciembre hasta marzo.

## Flora y fauna
La vegetación en la cuenca del Tarim se encuentra principalmente a lo largo del río y sus ramales. Allí se encuentran, en el borde de la arena, arbustos como vegetación y árboles raquíticos, especialmente ajenjo. En el valle del río Tarim también crece un delgado bosque de álamos. El sotobosque está formado por sauces, espino cerval de mar y matas densas de cáñamo indio y regaliz del Ural .
El río Tarim es rica en peces y la vida animal en el río y el desierto circundante es variada. En el momento de la visita de Sven Hedin en 1899, los tigres todavía estaban siendo perseguidos y atrapados a lo largo de los ríos de la región y cerca de Lop Nur. El valle y los lagos del Tarim son una escala para muchas aves migratorias .

## Usos humanos
A pesar de la promoción del gobierno chino de proyectos de irrigación a gran escala, la agricultura en los oasis sigue siendo el pilar de los asentamientos dispersos en la región. Los principales productos agrícolas son el grano, el algodón, la seda y las frutas, siendo la lana y el jade del Hotan los únicos bienes importantes. Poco se exporta desde la cuenca,[cita requerida], pero los excedentes locales encuentran un mercado entre los viajeros que pasan cuando las condiciones lo permiten.
Las autoridades chinas en la región noroccidental de Xinjiang están relocalizando a cientos de familias granjeras de minorías étnicas a lo largo del menguante río Tarim. En el año 2008, más de 6.000 hogares a lo largo del río habían sido reasentados y el cultivo se había prohibido en las riberas del río, en un intento de salvar 60 millones de metros cúbicos de agua.